# Rouille noire
Puccinia graminis
Espèce
Puccinia graminis est une espèce de champignons basidiomycètes de la famille des Pucciniaceae.
Cette espèce parasite les plantes céréalières (avoine, blé, orge, triticale) chez lesquelles elle provoque la maladie de la « rouille noire ».

## Historique de la lutte
En 1944, un agronome américain, Norman Borlaug, spécialiste des pathologies végétales se rendit au Mexique pour lutter contre une épidémie de rouille noire à l'origine d'une famine généralisée. En croisant différentes variétés de blé du monde entier, il obtint un hybride résistant à la rouille et à haut rendement.
Cependant, la souche virulente Ug99, du parasite, nommée ainsi parce qu'elle fut identifiée pour la première fois en Ouganda en 1999, a été responsable d'importantes pertes de rendement dans des cultures de blé d'Afrique de l'Est et les autres pays cités plus bas depuis son apparition. Progressivement, elle a gagné le Kenya, l'Éthiopie, le Soudan et le Yémen. En 2007, elle a traversé le golfe Persique pour atteindre le Yémen, puis l'Iran l'année suivante. 
Des experts du Centre de référence mondial sur la rouille (GRRC) à l'université d'Aarhus et du Centre international pour l’amélioration du maïs et du blé (CIMMYT) ont mis en garde en 2016 contre de nouvelles souches de rouille très agressives, parmi lesquelles une souche de rouille noire baptisée TTTTF qui a frappé la Sicile en 2016.

## Description

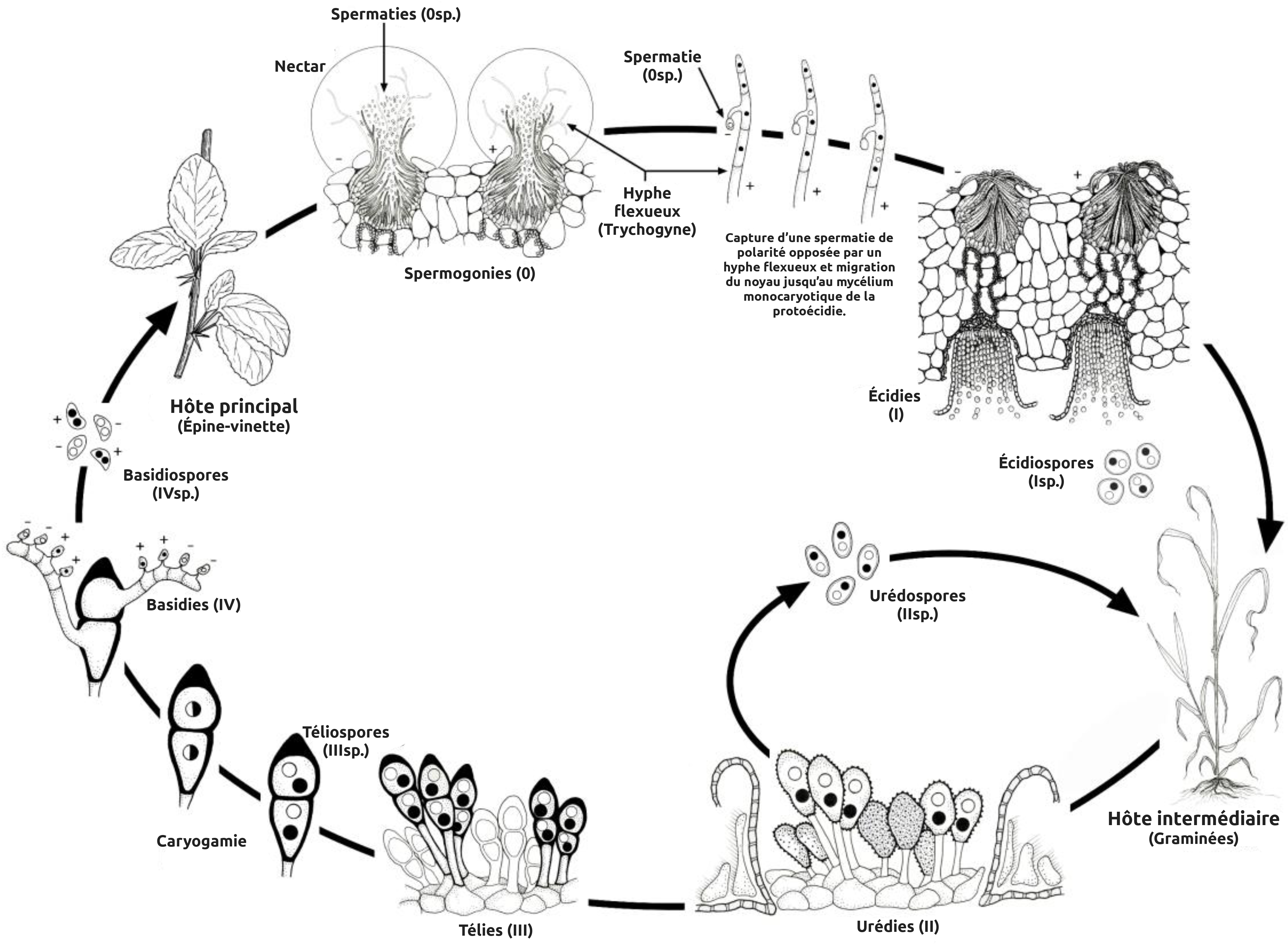
Schéma du cycle de vie de Puccinia graminis.

Le champignon, classé parmi les basidiomycètes, prend successivement quatre aspects : de petites fructifications ressemblant à des pycnides produisent des spores appelées spermaties. Ces spores haploïdes vont permettre la formation d'un dicaryon. Ce dicaryon forme ensuite une structure appelée Aecidium qui produit des écidiospores. Ces écidiospores germent et forment des sores qui produiront des urédospores puis des téleutospores. Les sores à urédospores se rencontrent surtout sur la tige. Les téteutospores sont pédicellées et bicellulaires.
On distingue des formes spéciales selon la céréale hôte : Puccinia graminis f. sp. tritici (rouille noire du blé) ou encore Puccinia graminis f. sp. avenae (rouille noire de l'avoine).

## Cycle de reproduction
Anton de Bary  a décrit le cycle de cette rouille hétéroxène macrocyclique. Hétéroxène signifie que deux hôtes sont obligatoires pour boucler le cycle évolutif. Ici l'hôte principal est une graminée. Macrocyclique signifie que les quatre stades sont présents : spermogonie, écidie, urédie et télie. C'est dans les téleutospores qu'a lieu la méiose. 
L'hôte secondaire (écidien) est l'épine-vinette (Berberis vulgaris). L'éradication de l'épine-vinette a beaucoup contribué au recul de la maladie. Les épines-vinette sont contaminées au début du printemps lorsqu'elles commencent à bourgeonner et les écidies sont mûres à partir du mois de mai.

## Dissémination
Cet agent phytopathogène est inscrit sur la liste établie par le groupe Australie. 
La rouille noire a été signalée 96 fois dans l'ensemble de la France en 2021. Cette situation est exceptionnelle en comparaison de l'Europe du Sud (Espagne, Italie) où la rouille noire est observée quasiment chaque année depuis l’épidémie sicilienne de 2016.